# Élection partielle québécoise de 2018
Au Québec, une élection partielle a eu lieu dans la circonscription de Roberval le 10 décembre 2018. Cette élection fait suite à la démission, le 4 octobre 2018, de Philippe Couillard, chef du Parti libéral du Québec, réélu comme député lors des élections générales du 1er octobre 2018 mais dont le parti a perdu le pouvoir à l'avantage de la Coalition avenir Québec (CAQ). L'élection est remportée par la candidate caquiste Nancy Guillemette.

## Résultats
Nombre de bureaux de vote : 161

|                                                                                              | Nom                 | Parti               | Nombre de voix | %      | Maj.  |
| -------------------------------------------------------------------------------------------- | ------------------- | ------------------- | -------------- | ------ | ----- |
|                                                                                              | Nancy Guillemette   | Coalition avenir    | 8 373          | 54,5 % | 5 684 |
|                                                                                              | Thomas Gaudreault   | Parti québécois     | 2 689          | 17,5 % | -     |
|                                                                                              | William Laroche     | Libéral             | 2 334          | 15,2 % | -     |
|                                                                                              | Luc-Antoine Cauchon | Québec solidaire    | 1 584          | 10,3 % | -     |
|                                                                                              | Carl Lamontagne     | Conservateur        | 173            | 1,1 %  | -     |
|                                                                                              | Julie Boucher       | Citoyens au pouvoir | 121            | 0,8 %  | -     |
|                                                                                              | Alex Tyrrell        | Vert                | 80             | 0,5 %  | -     |
| Total                                                                                        | Total               | Total               | 15 354         | 100 %  |       |
| Le taux de participation lors de l'élection était de 34,7 % et 85 bulletins ont été rejetés. |                     |                     |                |        |       |